# 気まぐれ天使 (映画)
『気まぐれ天使』（きまぐれてんし、The Bishop's Wife）は、1947年にアメリカ合衆国で公開されたロマンティック・コメディ映画である。ロバート・ネイサンによる1928年の小説 『司教の妻』（The Bishop's Wife）を原作とする。
1948年、第20回アカデミー賞において録音賞を受賞した。
1996年にはリメイクが『天使の贈りもの』として公開された。

## あらすじ
司教ヘンリー・ブロームは、妻・ジュリアと、1人娘デビーとの3人暮らしをしていた。司教は新しい任地で、教会堂建設の基金募集に四苦八苦した。問題の山積を前にした司教が神に祈ると、ダドリーという名の青年がやって来て、アシスタントとなり次から次へ問題を解決した。ダドリーは奇蹟を起こし人々を魅了した。司教の美しい妻・ジュリアはダドリーのとりこであった。しかし、ダドリーの行動は皆、ジュリアが夫・ヘンリーへの愛を取り戻すために行ったのである。ダドリーがクリスマス・イブに町を去ると、人々はダドリーに関する記憶を失くしてしまった。ダドリーを覚えていない司教夫妻は、自分たちの幸福の理由が分からなく、娘のベッドの天使の人形を唯見つめる。

## 役職名について
「司教」は本来、カトリック教会の役職であり、カトリックの聖職者は妻帯をゆるされていない。そのため、この映画の妻がいる登場人物「Bishop」はプロテスタントであり、役職は日本語では「監督」と表現するほうが正しい。なお、1996年に公開された本作のリメイク『天使の贈りもの』の原題は「The Preacher's Wife」となっている。

## キャスト
- 天使ダドリー: ケーリー・グラント
- ジュリア・ブローム司教夫人: ロレッタ・ヤング
- ヘンリー・ブローム司教: デヴィッド・ニーヴン
- デビー・ブローム: キャロライン・グリムス
- ハミルトン夫人: グラディス・クーパー
- ワザリッジ教授: モンティ・ウーリー